# Caseoides sanangeloensis
Caseoides sanangeloensis Olson & Beerbower, 1953 è un tetrapode estinto, appartenente ai pelicosauri. Visse alla fine del Permiano inferiore (Kunguriano, circa 275 milioni di anni fa) e i suoi resti fossili sono stati ritrovati in Nordamerica.

## Descrizione
Questo animale, come tutti i suoi stretti parenti (i caseidi), doveva possedere un piccolo cranio armato di denti a piolo, un grande corpo largo e piatto e zampe estremamente possenti. Caseoides, in particolare, assomigliava a Casea, di taglia minore. Al contrario di quest'ultimo, tuttavia, la lunghezza di Caseoides poteva raggiungere i 3 metri, e il peso doveva aggirarsi tra i 150 e i 200 chilogrammi. Lo sviluppo delle massicce e forti zampe di Caseoides è stato visto come il culmine della linea evolutiva rappresentata da Casea. 

## Classificazione
Caseoides sanangeloensis venne descritto per la prima volta nel 1953, sulla base di fossili ritrovati nella formazione San Angelo in Texas. I fossili vennero attribuiti ai caseidi, un gruppo di pelicosauri erbivori dalle caratteristiche arcaiche; si suppone che Caseoides rappresentasse una linea evolutiva relativamente basale di questo clade; sembra che i suoi parenti più primitivi, come Casea, ridussero le loro dimensioni nel corso del Roadiano. La formazione di San Angelo ha restituito i resti di numerosi altri caseidi: i giganteschi Angelosaurus e Cotylorhynchus e lo snello Caseopsis. Secondo Reisz (1986), Caseoides è troppo poco conosciuto per stabilire con certezza le relazioni evolutive con gli altri caseidi. 